# António Rolim de Moura Tavares
Dom Antônio Rolim de Moura Tavares (12 de março de 1709 - 8 de dezembro de 1782), primeiro conde de Azambuja, foi o 10.º vice-rei do Brasil. Tinha larga experiência em administração colonial, tendo sido governador de Mato Grosso (de 17 de janeiro de 1751 a 1 de dezembro de 1765) e da Bahia.

## Biografia
Português nascido em 1709, em Moura, vedor da casa da Rainha Dona Mariana da Áustria, era filho de Nuno Manuel de Mendoça, 4º conde de Vale de Reis, membro do Conselho de Regência do reino de Portugal, e de D. Leonor de Noronha, filha do 1º marquês de Angeja, D. Pedro de Noronha
Conseguiu nomeação para governador de Mato Grosso no Brasil, para onde partiu em 1749, mas aonde só chegou, por ter sido tormentosa a viagem, em 1751. Logo que tomou posse do governo, tratou de expulsar os missionários espanhóis e, fazendo alianças com os indígenas, conseguiu facilitar os meios de comunicação, estabelecendo a capital da província de Pouso Alegre, a que mudou o mudou para Vila Bela; abriu estradas para o Maranhão e Bahia, e foi o iniciador da cultura de açúcar com fins comerciais e industriais.
Foi nomeado Conde de Azambuja, um título criado por D. José I, rei de Portugal, por decreto em 21 de maio de 1763. Em 1765 foi transferido para o governo da Bahia.
Ao retornar ao Reino de Portugal em 1769, foi nomeado presidente do Conselho da Fazenda (1770), governador das Armas de Lisboa e da Província da Estremadura (1789), e vedor da rainha. Foi sócio da Academia Real das Ciências, classe de ciências de cálculo.

### Vice-rei do Brasil
Em 1767, foi vice-rei do Brasil. Atendendo à possibilidade de um ataque espanhol ao Rio de Janeiro, cuidou ativamente da reorganização militar e do melhor aparelhamento de defesa da cidade. Procurou principalmente fortificar o litoral.
Pediu demissão do cargo dois anos mais tarde.